# Черкаська облспоживспілка
Черка́ська облспоживспілка (Черкаська обласна спілка споживчих товариств) — корпорація громадян, організацій та підприємств для спільного ведення господарської діяльності з метою поліпшення свого економічного та соціального статусу у межах Черкаської області.
Голова правління — Боїн Віктор Олександрович.

## Історія кооперації на Черкащині
Перше споживче товариство на теренах області виникло 1889 року на Вільшанському цукровому заводі, статут якого був затверджений міністром внутрішніх справ ще 14 листопада 1888 року. Друге споживче товариство було утворене 1895 року у Смілі. 1906 року там же граф Бобринський створив споживче товариство графських службовців, а 1912 року засновано перше селянське споживче товариство. 1914 року нараховувалось близько 10 сільськогосподарських товариств і лише 3 з них мали розвинену діяльність. Станом на 1917 рік у Черкаському повіті вже нараховувалось 54 таких товариства, більшість з яких були селянськими. 1912 року утворено Смілянське товариство оптових закупок, яке за статутом було повітовою спілкою і мало у своєму складі 42 споживчі та 2 кредитні кооперативи. Спілка мала за мету співпрацю з місцевою владою задля налагодження постачання населенню необхідних продуктів харчування за нижчими цінами.
Кредитні кооперативи займались постачанням селян всього необхідного та збуту сільськогосподарської продукції. Перше кредитне товариство було засноване 1 липня 1895 року — це ощадно-позичкове товариство села Дзензелівка Уманського повіту, організатором якого виступив місцевий вчитель О. Д. Черненко. Основний капітал його нараховував 1 тисячу карбованців, а за 2 роки діяльності сягнув вже 20 тисяч. Напередодні Першої світової війни капітал товариства сягнув 400 тисяч карбованців, спілка навіть виділила гроші на будівництво школи. Саме Дзендзелівське ощадно-позичкове товариство було осередком кредитної кооперації всієї Київщини. 1907 року тут був створений Київський кредитний союз «Союзбанк». 1911 року правління банку переїхало до Києва. Черкаська каса дрібного кредиту мала 3 склади сільськогосподарських машин та насіння. До її складу входило також Матусівське кредитне товариство, яке спеціалізувалось на цукрових буряках. 15-17 травня 1913 року у Черкасах пройшов з'їзд працівників споживчих товариств, організований повітовим земством.
Великого внеску у розвиток кооперативної справи на Черкащині відіграв Василь Доманицький, який 1901 року відкрив у рідному селі Колодистому кредитне, а 1904 року — споживче товариство. 1903 року ним була створена товариська крамниця у селі, був збудований двоповерховий будинок, де відкрито склад та читальню. Остання дозволяла проводити крім торгівлі також і просвітницьку роботу. За порадами до Доманицького приходили охочі із сусідніх поселень, і як наслідок споживчі товариства почали відкриватись у багатьох селах Звенигородського повіту. Він виступав з ідеєю створення кооперативних спілок, саме за його ініціативи 1907 року був створений «Союзбанк» та Київський губернський союз споживчих кооператорів.
Влітку 1918 року у Стеблеві Канівського повіту була організована універсальна Дніпро-Роська кооперативна спілка, яка виконувала споживчу та кредитну діяльність. Вона об'єднувала 150 членів, більшість з яких були працівниками цукроварень та малоземельними селянами. Спілка створила низку власних підприємств: паровий млин, прокатну станцію, пекарню, завод з обробки шкіри та крамницю. 1920 року товариством було виділено 500 тисяч карбованців на зведення у селі середньої кооперативної школи, 36 тисяч на освітні курси для неписемних селян, по 125 тисяч на сільську бібліотеку та кооперативний інститут у Києві, 150 тисяч на утримання лікарів і вчителів та 100 тисяч карбованців на інші культурні цілі.
За роки радянської влади споживча кооперація була перетворена на додаток до державних торговельно-виробничих структур, до неї механічно застосовувались нормативні акти, до приймались для державних підприємств. У державних концепціях та нормативних актах споживча кооперація не мала свого місця, її потреби не враховувались. З утворенням Черкаської області 1954 року була утворена і Черкаська облспоживспілка. 10 квітня 1992 року Верховної Радою вже незалежної України був прийнятий Закон «Про споживчу кооперацію», який фактично визнав споживчу кооперацію повноправним суб'єктом ринку, визначив її юридичний статус. 10 липня 2003 року був прийнятий новий Закон «Про кооперацію», який створив необхідну законодавчу базу для ефективної роботи усіх видів кооперацій України.

## Склад
Черкаська облспоживспілка об'єднує 20 районних споживчих товариств, представлених у кожному районі області. Основна галузь діяльності спілки — торгівля. Товариство забезпечене власною мережею роздрібних товариств, серед яких є як магазини (а їх станом на 2012 рік було 404), так і ринки (наприклад, Центральний ринок у Черкасах). Крім того до товариства входять підприємства ресторанного господарства, підприємства з виробництва харчової продукції (хлібозаводи, ковбасні та рибні цехи), продуктово-заготівельні підприємства, худобозабійні цехи та холодокомбінат.
До складу спілки входять:
- Городищенський холодокомбінат
- Корсунь-Шевченківський плодоконсервний завод
- Монастирищенський хлібокомбінат
- Черкаське звірогосподарство у Мошногір'ї
- Черкаський авторемонтно-агрегатний завод
- Черкаський кооперативний економіко-правовий коледж
- санаторій «Україна» у місті Черкаси
- готель «Центральний» у місті Черкаси

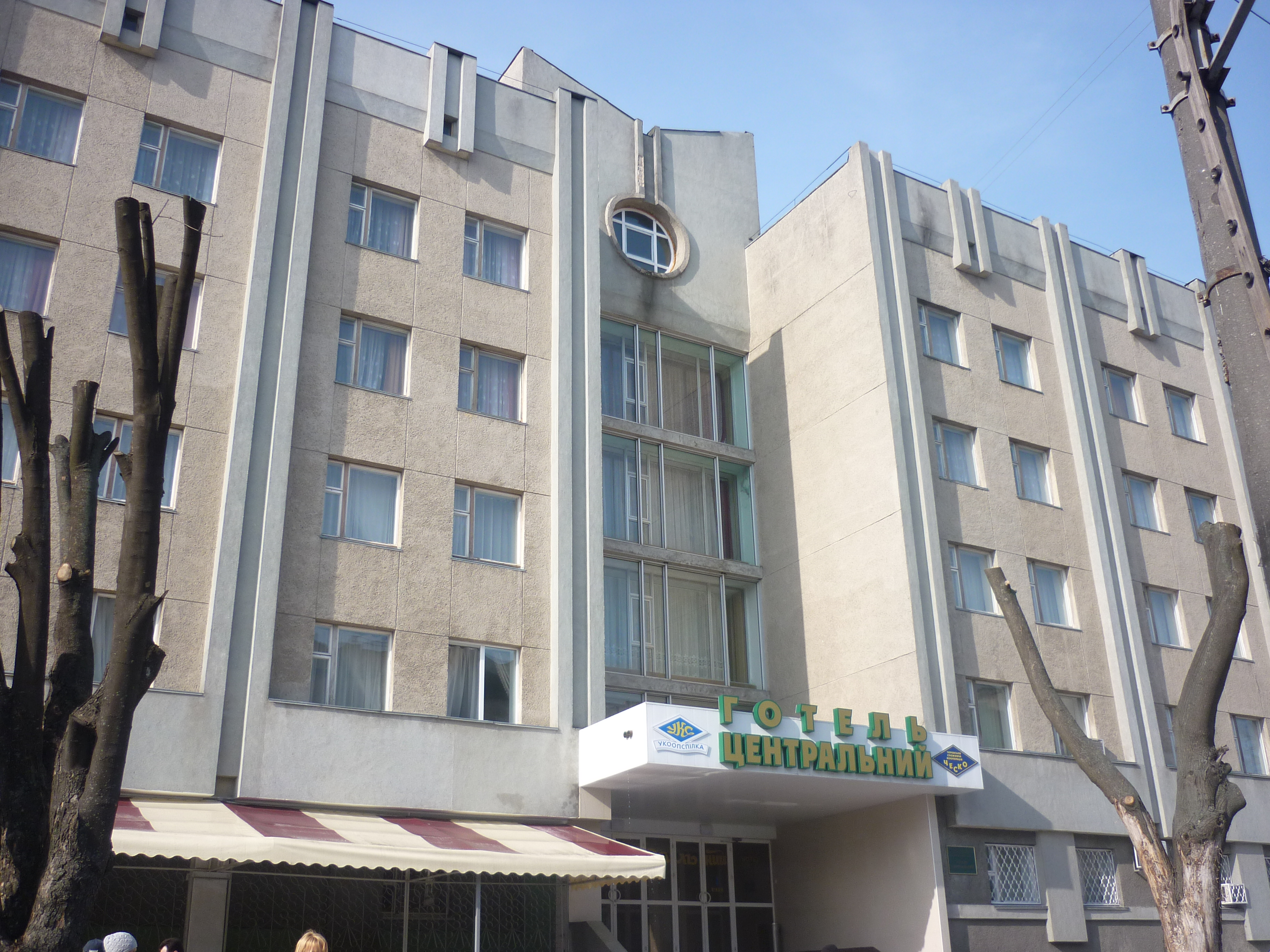
Готель «Центральний» (Черкаси)